# Elias Wen
Elias Wen Zizheng (en chino: 伊利亚·文子正; 10 de noviembre de 1896 - 7 de junio de 2007) era el más viejo clérigo de la Iglesia ortodoxa rusa fuera de Rusia, cuando él murió a la edad de 110 años, en San Francisco, California.
Elias se convirtió a la fe cristiana ortodoxa en la edad de 7 años, en Pekín. Entre 1905 y 1916 estudió en la escuela ortodoxa rusa de la misión en Pekín, donde estuvo en el seminario desde 1916 hasta 1925. Fue ordenado diácono en 1924 y sacerdote en 1925. En 1946 fue el rector de seguridad de la catedral ortodoxa rusa de Sinners en Shanghái, y sirvió bajo San Juan Maximóvitch. En 1949, huyó de China a Hong Kong, pues los comunistas asumieron el control del continente, y en 1957 lo transfirieron a la catedral ortodoxa de la Virgen Consuelo de Todos los Dolientes en San Francisco, donde sirvió otra vez bajo San Juan. Permaneció en esta catedral por el resto de su vida. Elias es sobrevivido por cinco hijos, una hija, 14 nietos y seis bisnietos.
Falleció a los 110 años de edad, el 8 de junio de 2007.
- Datos: Q5360635
- Multimedia: Elias Wen / Q5360635